# Xavier Fourquemin
Xavier Fourquemin est un dessinateur français de bande dessinée, qui vit en Belgique dans la région de Tournai. 

## Biographie
Xavier Fourquemin est né le 22 juin 1970 à Neuilly-sur-Seine. Après sa scolarité suivie à Bagneux puis à Toulouse, son baccalauréat en poche, il déménage en Belgique en 1991 pour s'inscrire dans la section « bande dessinée » de l’Académie des Beaux-Arts de Tournai où il suit notamment les cours d'Antonio Cossu. Ayant obtenu son diplôme, il publie une première histoire courte de 4 pages en 1996 dans le magazine Gotham publiée par les éditions Le Téméraire. Cette même maison d'édition lui propose une collaboration avec le scénariste Dieter et publie, toujours dans Gotham, le premier tome de la série Alban édité ensuite en album en 1998,.
Toujours avec Dieter, il publie la série Outlaw aux éditions Glénat entre 2001 et 2005. Après avoir participé aux ouvrages collectifs Les Contes de Brocéliande et Les Contes du Korrigan en 2005, il publie en 2007 le diptyque Miss Endicott sur scénario de Jean-Christophe Derrien dans la collection « Signé » aux éditions Le Lombard avant de travailler, toujours aux éditions du Lombard, avec le scénariste Pierre Dubois sur la série La Légende du Changeling entre 2008 et 2012, date à laquelle il entreprend une fructueuse collaboration avec le scénariste Philippe Charlot. Les deux auteurs vont réaliser successivement, pour les éditions Bamboo, Le Train des Orphelins, une série qui connaît 8 tomes entre 2012 et 2017, entre lesquels Xavier Fourquemin dessine en 2016 le troisième tome de la série Communardes ! écrite par Wilfrid Lupano, puis le triptyque Le Cimetière des Innocents en 2018 et 2019, avant de lancer une nouvelle série chez l'éditeur Vents d'Ouest, Les Enquêtes de Lord Harold, douzième du nom, dont le premier tome paraît en janvier 2020.

## Œuvres

### Alban
Scénario de Dieter, couleurs de Nadine Voillat
format 241 mm x 321 mm
1.Agnus Dei, 62 planches, janvier 1998, Le Téméraire  (ISBN 2-84399-004-1)
Re. avec nouvelle couverture, août 2000, Soleil Productions  (ISBN 2-84565-075-2)
2. Sursum corda, 62 planches, août 1998, Le Téméraire  (ISBN 2-84399-020-3)
Re. avec nouvelle couverture, août 2000, Soleil Productions  (ISBN 2-84565-076-0)
3. O Sancta simplicitas !, 62 planches, mars 1999, Le Téméraire  (ISBN 2-84399-020-3)
Re. avec nouvelle couverture, août 2000, Soleil Productions  (ISBN 2-84565-077-9)
4. Vox dei, 62 planches, août 2000, Soleil Productions  (ISBN 2-84565-078-7)
5. Utopia, 54 planches, juillet 2001, Soleil Productions  (ISBN 2-84565-192-9)
6. Dixi !, 62 planches, juin 2004, Soleil Productions  (ISBN 2-84565-728-5)

### Outlaw
Scénario de Dieter, couleurs de Xavier Fourquemin, Glénat, coll. « Graphica »
46 planches par album, format 241 mm x 321 mm
1. Jupons et Corbillards, janvier 2001  (ISBN 2-7234-3280-7)
2. Barres à mines et Coyotes roses, mai 2002  (ISBN 2-7234-3543-1)
3. Cantinière et Petits Soldats, août 2003  (ISBN 2-7234-4016-8)
4. Momie et Vieilles Pétoires, janvier 2005  (ISBN 2-7234-4678-6)

### Miss Endicott
Scénario de Jean-Christophe Derrien, couleurs de Scarlett Smulkowski, Le Lombard, coll. « Signé »
format 241 mm x 321 mm
1. Tome 1, 77 planches, septembre 2007  (ISBN 978-2-8036-2239-9)
2. Tome 2, 76 planches, octobre 2007  (ISBN 978-2-8036-2328-0)

### La Légende du Changeling
Scénario de Pierre Dubois, couleurs de Scarlett Smulkowski, Le Lombard
format 241 mm x 321 mm
1. Le Mal-venu, 54 planches, juin 2008  (ISBN 978-2-8036-2409-6)
2. Le Croque-mitaine, 54 planches, avril 2009  (ISBN 978-2-8036-2532-1)
3. Spring Heeled Jack, 54 planches, mars 2010  (ISBN 978-2-8036-2641-0)
4. Les Lisières de l'ombre, 54 planches, mars 2011  (ISBN 978-2-8036-2803-2)
5. La Nuit Asraï, 62 planches, mars 2012  (ISBN 978-2-8036-2996-1)

INT. Intégrale, 292 planches, novembre 2013  (ISBN 978-2-8036-3348-7)

### Le Train des Orphelins
Scénario de Philippe Charlot, couleurs de Scarlett Smulkowski, Bamboo, coll. « Grand Angle »
Prix 2012 de la BD Historique et sociale 
 Prix de l'asso à Baiona Komiki 2014 
 Prix des lecteurs du Morbihan 2014 
 Meilleur album FestiBD Moulins 2014 
 Meilleur scénario FestiBD Moulins 2014 
 Prix Transbulleur 2015 Roch'fort en Bulles[réf. nécessaire]
46 planches par albums, format 241 mm x 321 mm
1. Jim, octobre 2012[3]  (ISBN 978-2-8189-2157-9)
2. Harvey, janvier 2013  (ISBN 978-2-8189-2221-7)
3. Lisa, juin 2013  (ISBN 978-2-8189-2410-5)
4. Joey, mars 2014  (ISBN 978-2-8189-2659-8)
5. Cowpoke Canyon, janvier 2015  (ISBN 978-2-8189-3236-0)
6. Duels, janvier 2016  (ISBN 978-2-8189-3473-9)
7. Racines, janvier 2017  (ISBN 978-2-8189-4076-1)
8. Adieux, mai 2017  (ISBN 978-2-8189-4156-0)

INT. Intégrale tomes 1 & 2, 92 planches, septembre 2015  (ISBN 978-2-8189-3311-4)
INT. Intégrale tomes 3 & 4, 92 planches, janvier 2019  (ISBN 978-2-8189-6624-2)

### Le Cimetière des Innocents
Scénario de Philippe Charlot, couleurs de Hamo, Bamboo, coll. « Grand Angle »
54 planches par album, format 241 mm x 321 mm
1. Oriane et l'Ordre des morts, janvier 2018  (ISBN 978-2-8189-4382-3)
2. Le Bras de Saint Anthelme, juillet 2018  (ISBN 978-2-8189-4992-4)
3. Le Grand Mystère de l'au-delà, mars 2019  (ISBN 978-2-8189-6688-4)

### Les Enquêtes de Lord Harold, douzième du nom
Scénario de Philippe Charlot, couleurs de Xavier Fourquemin, Vents d'Ouest
54 planches par album, format 241 mm x 321 mm
1. Blackchurch, janvier 2020  (ISBN 978-2-7493-0903-3)

### Ouvrages collectifs
- Les Contes de Brocéliande

3. Livre troisième: Les Dames de Brocéliande, scénario de Jean-Charles Gaudin, Jean-Luc Istin et Nicolas Jarry, dessin avec Éric Lambert et Dim. D, couleurs de Thorn, Dim. D et Karine Ness, 47 planches, format 241 mm x 321 mm, Soleil Productions, coll. « Soleil Celtic », septembre 2005  (ISBN 2-84946-271-3)
- Les Contes du Korrigan

6. Livre sixième: Au Pays des Highlands, scénario Ronan Le Breton et Erwan Le Breton, dessin avec François Gomès et Christophe Babonneau, couleurs de Christophe Lacroix et Stambecco, 52 planches, format 241 mm x 321 mm, Soleil Productions, coll. « Soleil Celtic », mai 2005  (ISBN 2-84565-997-0)
- Communardes !

3. Nous ne dirons rien de leurs femelles..., Scénario de Wilfrid Lupano, couleurs de Anouk Bell, Vents d'Ouest, 54 pages, format 241 mm x 321 mm, février 2016  (ISBN 978-2-7493-0798-5)

## Prix et récompenses
- 2002 : prix destiné à un jeune auteur prometteur à Quai des Bulles[4]
- En 2009, il reçoit avec le scénariste Pierre Dubois le prix Saint-Michel jeunesse pour le second volume de La Légende du Changeling.